# Йохан от Саксония (1498 – 1537)
Йохан от Саксония (на немски: Johann von Sachsen; Johann der Jüngere, Hans von Sachsen; * 24 август 1498 в Дрезден; † 11 януари 1537 в Дрезден) от Албертинската линия на род Ветини е наследствен принц на Саксония.
Той е най-възрастният син на херцог Георг Брадати (1471 – 1539) и съпругата му Барбара Полска (1478 – 1534), дъщеря на Кажимеж IV, крал на Полша, и на Елизабет Хабсбург, дъщеря на римско-немския крал Алберт II. Брат е на принц Фридрих (1504 – 1539). Възпитаван е заедно с по-късния император Карл V от род Хабсбурги в Брюксел. Още като млад участва в управлението с баща си. Започва обаче да се интересува от ядене, алкохол и празненства.
На седем години той е сгоден на 8 март 1505 г. за тригодишната Елизабет фон Хесен (* 4 март 1502; † 6 декември 1557), дъщеря на ландграф Вилхелм II фон Хесен и втората му съпруга Анна фон Мекленбург. Баща му получава затова 25 000 гулдена брачни пари. Йохан се жени за Елизабет фон Хесен на20 май 1516 г. в Касел. Бракът е бездетен.

Той се разболява и умира на 11 януари 1537 в Дрезден. Погребан е в катедралата на Майсен.